# حسین حیدری
حسین حیدری (زادهٔ ۱۵ مرداد ۱۳۷۷ در تهران) بازیکن فوتبال ایرانی است که در پست هافبک هجومی برای باشگاه فوتبال هوادار در لیگ دسته اول فوتبال ایران بازی می‌کند.
وی همچنین بازیکن سابق باشگاه فوتبال استقلال تهران می‌باشد.

## دوران باشگاهی

### استقلال
حسین حیدری در فصل ۲۰۱۷ به تیم فوتبال استقلال تهران پیوست و در یک بازی برای این تیم به میدان رفت.

### قشقایی
وی در فصل ۲۰۱۹ به تیم فوتبال قشقایی پیوست.

## افتخارات
- جام حذفی فوتبال ایران به همراه استقلال: ۹۵–۹۶
- جام آزادگان فوتبال ایران به همراه چوکا تالش: ۱۴۰۰–۱۴۰۱